# Монастырская улица (Мелитополь)
Монастырская улица (укр. Монастирська вулиця) — улица в Мелитополе. Начинается от проспекта Богдана Хмельницкого. Пересекает улицы Греческую (бывшая — ул. Пахомова), Пасова, Азовский переулок, улицу Вакуленчука, переулки Зелёный, Южный, Седовцев и Зелёную улицу. На перекрёстке с Речным переулком переходит в улицу Павла Сивицкого (бывшая — Тельмана).

## История
До революции северная часть нынешней Монастырской улицы и северная часть нынешнего проспекта Богдана Хмельницкого образовывали одну улицу, называемую Межевой (так как она проходила по границе, «меже» города).
25 октября 1921 года Межевая улица была переименована в честь поэта Демьяна Бедного.
17 июня 1929 года длина улицы Демьяна Бедного была установлена от улицы Фрунзе (нынешняя — Гетмана Сагайдачного) до улицы Пасова. Тогда же Шацевский переулок, переулок Воровского и часть улицы Большой (Кизияр) были объединены в улицу Воровского. Улица Демьяна Бедного была включена в состав улицы Воровского в 1940-е годы.
14 мая 1954 года, к празднованию 300-летия воссоединения Украины с Россией, северная часть улицы Воровского (от улицы Фрунзе до Акимовской улицы) была выделена в проспект Богдана Хмельницкого.
В 1965 году на улице Воровского начала работать школа на 964 места (в настоящее время школа № 6).
В 2016 году улицу переименовали в Монастырскую, согласно закону о декоммунизации.

## Инфраструктура
Так как большая часть протяжённости улицы покрыта булыжником, состояние дорожного покрытия неудовлетворительное, особенно в районе монастыря Саввы Освященного. В 2020 году в районе Монастыря уложен новый асфальт. 
До 1990-х годов по Монастырской улице проходили автобусы 4, 5. В настоящее время действующим остался только маршрут 4.

## Объекты
- Глазное отделение горбольницы. В конце войны в здании работал самый крупный в городе военный госпиталь. Здание клиники «Квалитет» на проспекте Богдана Хмельницкого и соседний с ним двухэтажный дом также были заняты госпиталем. В апреле 1945 года здесь лечились 668 человек, в том числе 29 бойцов чехословацкого корпуса[6].
- Ликёро-водочный завод.
- Монастырь святого Саввы Освященного.
- Молитвенный дом духовных христиан молокан (дом 77).